# Arena Cañaveralejo
La Arena Cañaveralejo (anteriormente llamada Plaza de Toros Cañaveralejo) es la plaza de toros de la ciudad de Cali, Valle del Cauca, en Colombia. Anualmente se realiza la temporada taurina durante la Feria de Cali en los meses de diciembre y enero, con la presentación de reconocidas figuras del toreo mundial. Además, se emplea para eventos musicales.

## Descripción
Cuenta con una capacidad para 17 000 personas, durante los años 2019 y 2020 se realizaron adecuaciones estructurales y remodelaciones que ajustaron su capacidad a 14 368 personas. Fue diseñada y calculada por el ingeniero Guillermo González Zuleta, fue en su tiempo una de las obras de ingeniería más novedosas. Construida en hormigón armado, las tribunas están en voladizo (sin columnas en los extremos (da la impresión de una copa de Martini). La novedosa técnica del ingeniero González Zuleta, incluye un cable de acero que cincha todas las tribunas en la parte superior de las tribunas, haciendo que el mismo peso de las tribunas tensen ese cable y que la estructura se sostenga.
Cuenta con corrales para albergar hasta diez encierros diferentes, una amplia zona de parqueaderos y un espacio donde se encuentran ubicadas las oficinas administrativas.

## Historia
La corrida inaugural tuvo lugar el 28 de diciembre de 1957 con cinco corridas; toros de la ganadería de Clara Sierra que lidiaron Joselillo de Colombia, Joaquín Bernadó y Gregorio Sánchez. El primer toro lidiad fue Resoplón, negro bragado, n.º 14 que pesó 420 kilos aproximadamente. La primera vara la colocó el picador Melanio Murillo, la primera oreja fue concedida al español Joaquín Bernadó en el segundo toro de la tarde y la primera vuelta al ruedo la dio Joselillo de Colombia en su primer toro. Entre las faenas memorables se pueden destacar las del pionero colombiano Joselillo de Colombia, los toreros españoles Dámaso González y El Viti, y la participación de la ganadería de Enrique Gutiérrez. En 1995 fue declarada monumento nacional representativo de la arquitectura moderna, hoy BICN.
En la actualidad, en Cali y Manizales se celebran las grandes ferias taurinas de Colombia. En 2019 la Corte Constitucional ratificó la sentencia de 2010 que determinó que corridas de toros y las peleas de gallos, entre otros espectáculos con animales, forman parte del arraigo cultural en Colombia.
En 2019 fue reformada. Entre las faenas notables de los últimos años señalar las puertas grandes para El Juli en 2010, Pablo Hermoso de Mendoza en 2011, Luis Bolívar y David Mora en 2012, Roca Rey y Diego Ventura en 2015 o Emilio de Justo, El Fandi y Jose Arcila 2021. Se puede señalar además, entre los más recientes indultos, el de Rotolando de la ganadería de Enrique Gutiérrez por El Juli en 2015, Relevista de la ganadería Ventas del Espíritu Santo por Luis Bolívar en 2016 y Formal de la ganadería Ventas del Espíritu Santo por Joselito Adame en 2021.